# Гортер, Джей
Джей Го́ртер (нидерл. Jay Gorter; родился 30 мая 2000 года, Пюрмеренд, Нидерланды) — нидерландский футболист, вратарь кипрского клуба «Пафос».

## Клубная карьера
Джей Гортер является воспитанником «Гоу Эхед Иглз». В январе 2020 года из-за проблем с поведением был отстранён до конца сезона. За клуб дебютировал в матче против «Дордрехта», где отстоял насухо. Матч с «Йонг ПСВ» пропустил из-за коронавируса. Всего за клуб сыграл 40 матчей, где пропустил 25 мячей и сыграл 26 матчей на ноль.
В июне 2021 года перешёл в амстердамский «Аякс», подписав с клубом контракт на четыре года. Сумма трансфера, по данным Transfermarkt, составила 1 млн евро. За «Йонг Аякс» дебютировал в матче против АДО Ден Хааг. Из-за неизвестного повреждения пропустил 13 дней. За «Аякс» дебютировал в Кубке Нидерландов против «Эксельсиор Масслёйс». Из-за повреждения пальца пропустил 34 дня. В чемпионате дебютировал 15 мая 2022 года в матче против клуба «Витесс».
31 января 2023 года перешёл на правах аренды в шотландский «Абердин» до конца сезона 2022/23. Дебют в клубе состоялся 4 февраля в матче против «Мотеруэлла». Свой первый сухой матч сыграл против «Ливингстона».
23 июля 2025 года перешёл в кипрский клуб «Пафос», подписав трёхлетний контракт до середины 2028 года.

## Карьера в сборной
За молодёжную сборную Нидерландов дебютировал в матче против Уэльса.

## Достижения
- Чемпион Нидерландов: 2021/22
- Финалист Кубка Нидерландов: 2021/22
- Финалист Суперкубка Нидерландов: 2021, 2022